# Sada Williams
Sada Williams (sinh ngày 1 tháng 12 năm 1997) là một vận động viên chạy nước rút người Barbados thi đấu chủ yếu ở nội dung 200 và 400 mét. Cô đại diện cho đất nước của mình tại Giải vô địch thế giới 2017 mà không lọt vào bán kết.

## Giải đấu quốc tế
| Năm                   | Giải đấu                          | Địa điểm                   | Thứ hạng              | Nội dung              | Chú thích             |
| Representing Barbados | Representing Barbados             | Representing Barbados      | Representing Barbados | Representing Barbados | Representing Barbados |
| --------------------- | --------------------------------- | -------------------------- | --------------------- | --------------------- | --------------------- |
| 2014                  | CARIFTA Games (U18)               | Fort-de-France, Martinique | 2nd                   | 200 m                 | 23.43                 |
| 2014                  | CARIFTA Games (U18)               | Fort-de-France, Martinique | 1st                   | 400 m                 | 53.39                 |
| 2014                  | CARIFTA Games (U18)               | Fort-de-France, Martinique | 3rd                   | 4 × 400 m relay       | 3:41.90               |
| 2014                  | World Junior Championships        | Eugene, United States      | 23rd (sf)             | 200 m                 | 24.37                 |
| 2014                  | Youth Olympic Games               | Nanjing, China             | 8th                   | 400 m                 | 54.93                 |
| 2015                  | Pan American Games                | Toronto, Canada            | 7th (h)               | 4 × 400 m relay       | 3:31.721              |
| 2015                  | Pan American Junior Championships | Edmonton, Canada           | 3rd                   | 200 m                 | 23.49                 |
| 2015                  | Pan American Junior Championships | Edmonton, Canada           | 2nd                   | 400 m                 | 52.75                 |
| 2016                  | CARIFTA Games (U20)               | St. George's, Grenada      | 1st                   | 200 m                 | 22.72 (w)             |
| 2016                  | CARIFTA Games (U20)               | St. George's, Grenada      | 1st                   | 400 m                 | 52.07                 |
| 2016                  | World U20 Championships           | Bydgoszcz, Poland          | 2nd (sf)              | 200 m                 | 23.352                |
| 2017                  | World Championships               | London, United Kingdom     | 30th (h)              | 200 m                 | 23.55                 |

1 bị loại trong trận chung kết  </br> 2 Không kết thúc trong trận chung kết

## Thành tích cá nhân tốt nhất
Ngoài trời
- 100 mét - 11,57 (0,0   m / s, St. Michael 2018)
- 200 mét - 22,61 (+1,6   m / s, St. Michael 2016) NR
- 400 mét - 52,07 (St. Georges 2016)